# Sandarmoch

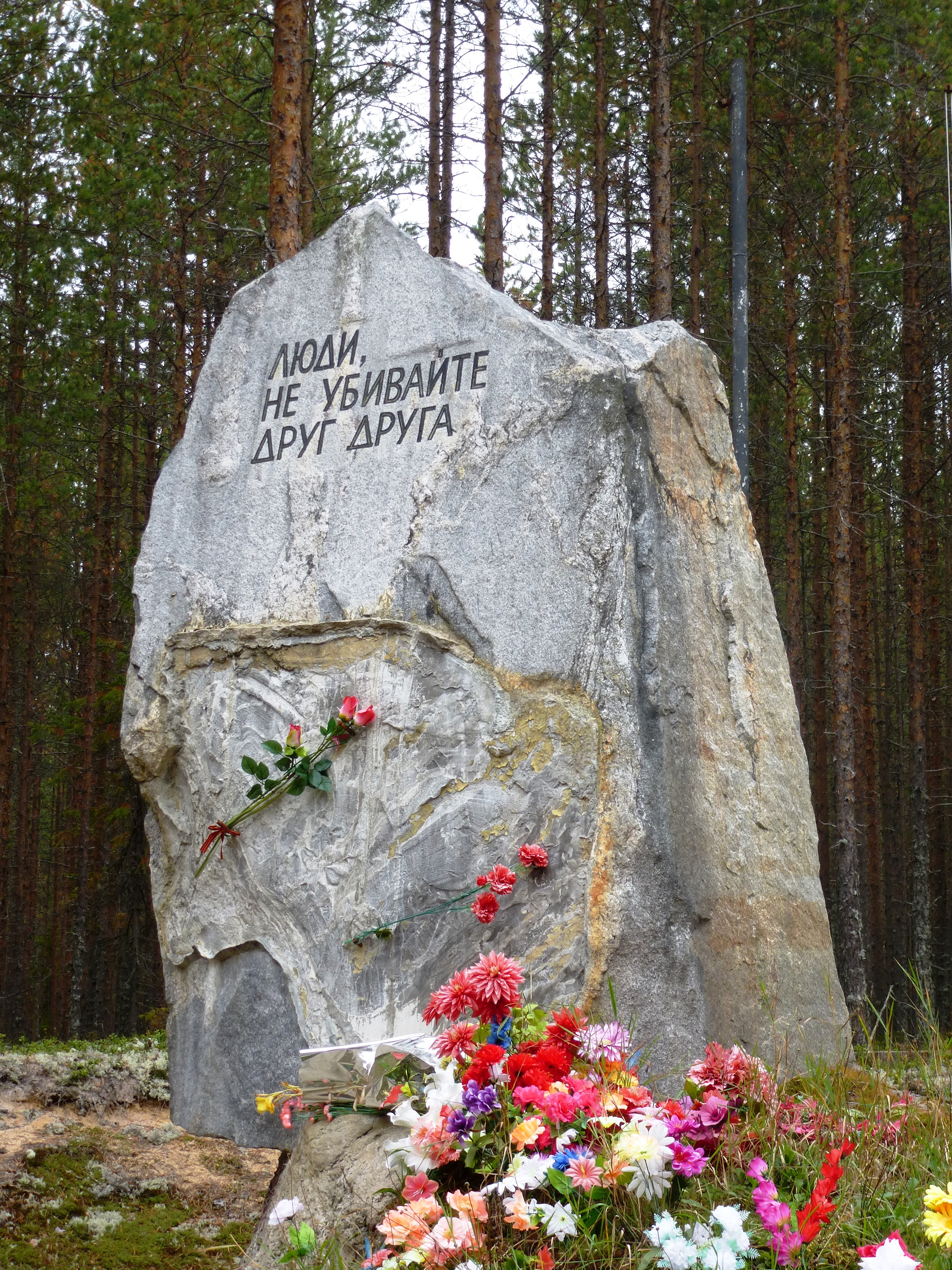
La lastra monumentale all'ingresso del cimitero di Sandarmoch recita "Gente! Non uccidetevi a vicenda".

Sandarmoch (in russo Сандармох?) è una foresta posta su un massiccio che dista 12 km dalla città di Medvež'egorsk, nella Repubblica di Carelia, dove furono giustiziate migliaia di vittime delle grandi purghe staliniane. I condannati, appartenenti a più di 58 nazionalità diverse, furono fucilati e ivi sepolti dall'NKVD in 236 fosse comuni in un periodo di 14 mesi tra il 1937 e il 1938.
Un migliaio delle vittime proveniva dalla prigione speciale delle Isole Soloveckie (SLON), nel Mar Bianco. Si è pensato a lungo che le barche che li trasportavano fossero state deliberatamente affondate sulla via per la terraferma, facendo annegare tutti i prigionieri a bordo. Altre vittime furono arrestate in Carelia. Secondo la documentazione disponibile, almeno 6.000 persone furono fucilate e sepolte a Sandarmoch.
Oggi sul posto vi è un memoriale che ricorda le vittime dei crimini di Stalin e del suo regime, e nel 1998 fu istituita la Giornata internazionale della memoria, con una manifestazione che si tiene il 5 agosto di ogni anno.

## Scoperta e conservazione della memoria
Il 27 ottobre 1937, 1.116 prigionieri furono caricati su tre chiatte e portati dalle Isole Soloveckie sulla terraferma. Solo nel 1996, grazie all'impegno di Veniamin Iofe, co-presidente del Centro di ricerca Memorial di San Pietroburgo, furono ritrovati alcuni documenti negli archivi del dipartimento di Arcangelo del Servizio di sicurezza federale (FSB) che aiutarono a far luce sul destino dei prigionieri del "primo trasporto dalle Soloveckie". Tra i documenti vi erano gli elenchi di coloro che dovevano essere fucilati. Un prigioniero morì prima di poter essere giustiziato, mentre altri quattro furono inviati in altri campi di lavoro.
Dopo anni di ricerche in Carelia da parte di Jurij Dmitriev, il 1º luglio 1997 fu identificata l'ultima dimora dei prigionieri delle Solovckie e di altre 5.000 persone, alla quale fu data il nome careliano di "Sandarmoch". La storia di questa scoperta è stata raccontata nel 2017 da Irina Flige, capo del Centro di informazione e di educazione Memorial di San Pietroburgo. Nel 2015 Dmitriev ha raccontato come lui, Flige e Veniamin Iofe avevano trovato il luogo della sepoltura.
Dal 1997 sono state erette trecento lapidi e memoriali intorno al sito per commemorare le numerose vittime di questo campo di sterminio, sia individualmente che come rappresentanti di nazioni e culture particolari, e dal 1998 ogni 5 agosto si celebra la Giornata internazionale della memoria. Dal 2007 i patriarchi della Chiesa ortodossa russa Alessio II e Cirillo I celebrano annualmente la messa in memoria delle vittime di Sandarmoch presso il poligono di Butovo vicino a Mosca.
L'Ucraina ha dichiarato il 2012 "Anno della lista di Sandarmoch" in riferimento a diverse centinaia di scrittori e poeti in lingua ucraina del rinascimento fucilato che furono arrestati, fucilati e sepolti negli anni '30, quando il nuovo segretario generale sovietico Stalin decise, in via preliminare all'Holodomor, di invertire le politiche di korenizacija e di ucrainizzazione. Questi scrittori, colpevoli di essersi opposti alla politica di russificazione coercitiva dell'Ucraina intrapresa dai Romanov, avevano ispirato il popolo ucraino all'orgoglio della propria cultura nazionale.

## Le vittime di Sandarmoch negli anni 1937-1938
Le migliaia di persone giustiziate in 14 mesi dall'ottobre 1937 al dicembre 1938 si dividono in tre grandi gruppi. Molti provenivano dalla Carelia, per un totale di 2.344 liberi cittadini della repubblica. Un numero minore (624) furono "coloni" forzati, cioè contadini esiliati a nord dopo la collettivizzazione dell'agricoltura. Molti di questi fucilati (1.988) erano già prigionieri del sistema di campi di Belbaltlag (Canale Mar Bianco-Mar Baltico). Infine, un gruppo più piccolo di 1.111 prigionieri fu ivi portato dallo SLON. Insieme, questi tre gruppi costituivano quasi la metà delle vittime delle grandi purghe in Carelia.
"Accanto a contadini, pescatori e cacciatori dei villaggi vicini", scrive Jurij Dmitriev, "c'erano scrittori e poeti, scienziati e studiosi, capi militari, medici, insegnanti, ingegneri, ecclesiastici di tutte le confessioni e statisti che qui trovarono la loro ultima dimora". Tra l'ultimo gruppo nominato c'erano membri di spicco dell'intelligencija delle varie culture nazionali ed etniche dell'URSS, come ad esempio finlandesi, careliani e tedeschi del Volga. L'Ucraina fu particolarmente colpita, avendo perso in un solo giorno 289 dei suoi scrittori, drammaturghi e altri personaggi pubblici, tutti esponenti del cosiddetto rinascimento fucilato.
Di seguito sono elencate 25 vittime ordinate per cognome in ordine alfabetico:

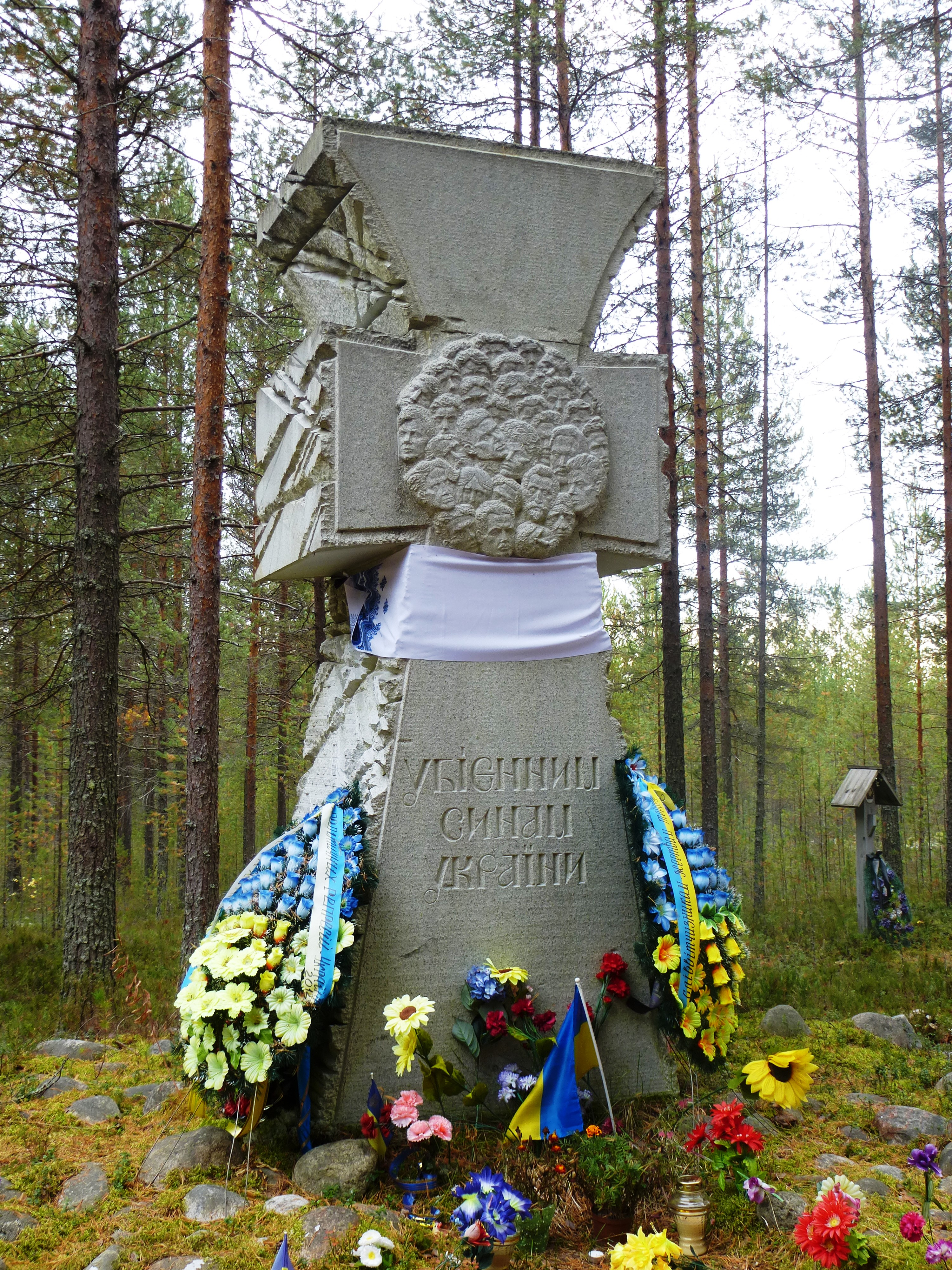
Memoriale in memoria degli ucraini fucilati a Sandarmoch

- Il principe Jasse Andronikov, ufficiale dell'esercito imperiale russo, attore e regista teatrale. Fu fucilato il 27 ottobre 1937, all'età di 44 anni
- Fëdor Bagrov, capo di una fattoria collettiva in Carelia:[12] fucilato il 22 aprile 1938, all'età di 42 anni
- Shio Batmanishvili, ieromonaco georgiano, superiore dei Servi dell'Immacolata, nonché amministratore apostolico ed esarca della Chiesa greco-cattolica georgiana, fucilato il 1 novembre 1937
- Nikolaj Durnovo, linguista russo, fucilato il 27 ottobre 1937, all'età di 60 anni
- Hryhorij Epik, scrittore ucraino: fucilato il 3 novembre 1937, all'età di 36 anni
- Vasilij Gel'mersen, bibliotecario e artista russo: fucilato il 9 dicembre 1937, all'età di 64 anni
- Nikolaj Chrisanfov, scrittore careliano:[13] fucilato l'8 gennaio 1938, all'età di 39 anni
- Myroslav Irčan, scrittore, giornalista e drammaturgo ucraino: fucilato il 3 novembre 1937, all'età di 40 anni
- Aleksej Kostin, membro di una fattoria collettiva in Carelia:[14] fucilato il 9 marzo 1938, all'età di 39 anni
- Kamilla Krušel'nickaja, organizzatrice di un gruppo cattolico clandestino a Mosca: fucilata il 27 ottobre 1937, all'età di 45 anni
- Mykola Kuliš, scrittore, educatore, giornalista e drammaturgo ucraino: fucilato il 3 novembre 1937, all'età di 40 anni
- Les Kurbas, regista teatrale ucraino: fucilato il 3 novembre 1937, all'età di 50 anni
- Gerd Kuzebaj, scrittore e personaggio pubblico dell'Udmurtia: fucilato il 1 novembre 1937, all'età di 39 anni
- Evgenija Mustangova, critica letteraria: fucilata il 4 novembre 1937, all'età di 32 anni
- Valerian Pidmohyl'nyj, scrittore ucraino: fucilato il 3 novembre 1937, all'età di 37 anni
- Mychajlo Poloz, politico, diplomatico e statista ucraino, partecipò al trattato di Brest-Litovsk: fucilato il 3 novembre 1937, all'età di 45 anni
- Nikita Remnev, falegname careliano:[15] fucilato il 3 aprile 1938, a 37 anni
- Ivan Sijak, capo militare ucraino: fucilato il 3 novembre 1937, all'età di 50 anni
- Grigor' Šklovskij, diplomatico sovietico ed ex bolscevico: fucilato il 4 novembre 1937, all'età di 62 anni
- Kalle Toppinen, falegname finlandese della Carelia:[16] fucilato il 5 marzo 1938, all'età di 45 anni
- Kalle Vento, giornalista finlandese: fucilato il 28 dicembre 1937, all'età di 41 anni
- Damian (Voskresenskij), arcivescovo di Kursk e Obojan' della chiesa ortodossa russa : fucilato il 3 novembre 1937, all'età di 64 anni
- Petr Vejgel', sacerdote cattolico romano appartenente ai tedeschi del Volga:[17] fucilato il 3 novembre 1937, all'età di 45 anni
- Anton Jablotskij, "colono speciale" polacco proveniente dall'Ucraina:[18] fucilato il 21 gennaio 1938, all'età di 37 anni
- Mychajlo Jalovyj, scrittore, pubblicista e drammaturgo ucraino: fucilato il 3 novembre 1937, all'età di 42 anni
- Mykola Zerov, poeta ucraino: fucilato il 3 novembre 1937, all'età di 47 anni

I membri della diaspora finlandese emigrati in Unione Sovietica durante la grande depressione che in seguito furono arrestati e fucilati a Sandarmoch come parte dell'operazione finlandese dell'NKVD, sono elencati da John Earl Haynes e Harvey Klehr nel loro studio In Denial: Historians, Communism and Espionage (2003). La lista include 141 finlandesi statunitensi e 127 finlandesi canadesi.

## Modalità di esecuzione

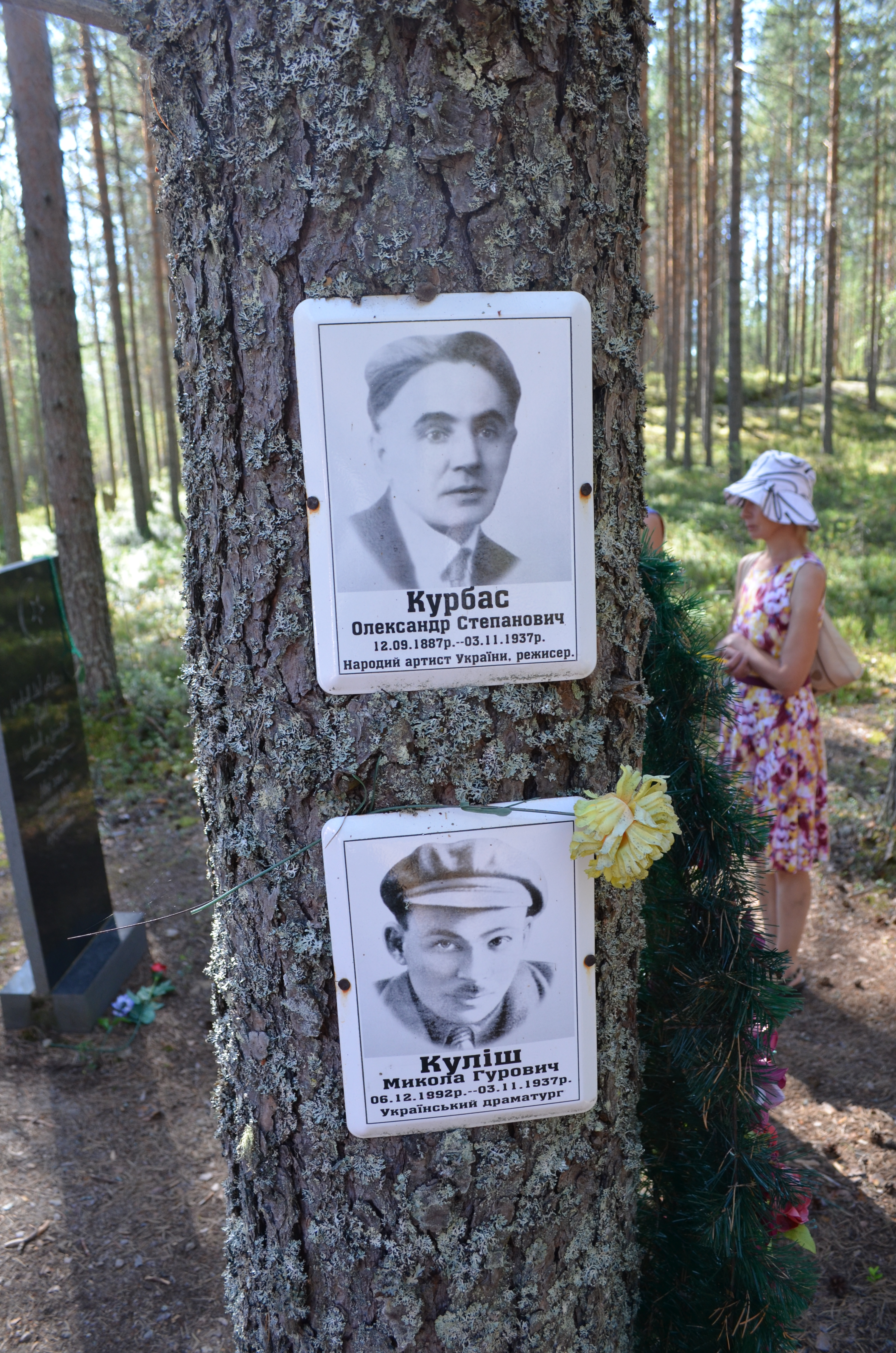
Foto commemorative fissate sugli alberi intorno alle lapidi di Sandarmoch.

Si dice o si presume spesso che le esecuzioni di massa sovietiche fossero eseguite da un plotone di esecuzione. Tuttavia, per il regime sovietico e, in seguito, per il terzo reich, questo metodo di esecuzione fu l'eccezione, non la regola.
Sin dall'inizio, il metodo preferito dai sovietici era quello di scavare una trincea, per poi far sparare la vittima inginocchiata o in piedi a bruciapelo nella parte posteriore della testa da un boia. Le vittime cadevano nella trincea e venivano sepolte, e a volte un colpo di grazia veniva sparato per assicurarsi della morte certa.
Questo era il metodo utilizzato a Sandarmoch, Krasnyj Bor e Svirlag alla fine degli anni '30, come testimoniano ampiamente i teschi trovati in questi siti. Interrogato mentre era in arresto nel 1939, il capo carnefice Michail Matveev disse di aver fatto sdraiare le vittime a faccia in giù nella trincea preparata per poi sparargli.
Grazie agli sforzi di Ivan Čuchin, fondatore del Memoriale in Carelia e deputato nazionale del Soviet supremo, i nomi dei membri della troika che decretarono la morte di alcuni individui ignari della loro sorte divennero noti a metà degli anni '90.

## Nuovi scavi e ipotesi alternative
A partire dal 2016 sono sorte nuove ipotesi secondo cui tra i morti vi fossero prigionieri di guerra sovietici uccisi dagli invasori finlandesi tra il 1941 e il 1944. Nello stesso anno, le autorità avviarono un'indagine sui presunti abusi sessuali commessi da Jurij Dmitriiev.
La motivazione alla base di questa affermazione e le presunte nuove prove sono state entrambe contestate. In un'indagine lunga e dettagliata, la giornalista russa Anna Jarovaja ha esaminato le prove e ha intervistato gli storici e coloro che avevano trovato il sito. Per quanto i media russi avessero parlato di migliaia di prigionieri di guerra uccisi dai finlandesi, lo storico Verigin si rivelò più cauto, stimandone dozzine e centinaia.
L'Agence France-Presse si è occupata degli sviluppi successivi nel settembre 2018, citando i critici che affermano che gli scavi avessero una motivazione politica per manipolare l'opinione pubblica e per coprire i crimini stalinisti. Il sito web EUvsDisinfo.eu del Servizio europeo per l'azione esterna ha definito le affermazioni secondo cui i finlandesi sarebbero responsabili delle uccisioni di Sandarmoch come "disinformazione filo-Cremlino".
Il capo del museo locale Sergej Koltyrin è stato arrestato nell'ottobre 2018, poco dopo aver pubblicamente criticato i nuovi scavi. È stato condannato in un processo a porte chiuse per pedofilia a 9 anni di carcere. All'inizio di marzo 2020, un tribunale locale ha deciso di rilasciarlo a causa di una malattia terminale. Tuttavia, il pubblico ministero si è opposto e Koltyrin è morto in un ospedale carcerario il 2 aprile 2020.